# Chanson de marche
Une chanson de marche est un chant qu'entonnent les soldats pour se donner le rythme lors d'une marche militaire.

## Thèmes
Généralement les thèmes abordés dans ces chants sont le glorieux passé, la femme aimée, etc.

## Origines
Les chansons de marche sont parfois spécifiques à un régiment ou à une compagnie particulière, et même à une arme.
Quelques exemples : 
- Le Boudin, pour la Légion étrangère française,
- L'Hymne de l'Infanterie de marine, pour les Troupes de marine anciennement appelées Troupes coloniales[1].
- Debout les paras, pour les Troupes aéroportées[2].
- Qadam qadam badhaye ja, pour l'Armée nationale indienne.

## Dans la culture populaire
- Dans le film Full Metal Jacket (1987) de Stanley Kubrick, la chanson Mickey Mouse Club, un thème télévisé d'un célèbre cartoon des années 1960, est utilisé par la patrouille de soldats à la fin du film comme chanson de marche[3].